# 15e étape du Tour de France 1994
Pour un article plus général, voir Tour de France 1994.
La 15e étape du Tour de France 1994 a lieu le 18 juillet 1994 entre les villes de Montpellier et de Carpentras sur une distance de 231 km. Elle est remportée par Eros Poli au terme d'une longue échappée solitaire.

## Parcours
Les coureurs quittent l'Hérault en direction de la Provence, avec un parcours traversant le Gard et le Vaucluse. L'étape est plate, sans difficulté répertoriée jusqu'à un premier passage à Carpentras après 152 kilomètres de course. De là, les coureurs prennent la direction de Bédoin et doivent grimper jusqu'au sommet du mont Ventoux, classé hors-catégorie, par sa face sud. Ils doivent ensuite descendre par le côté nord, jusqu'à Malaucène, avant de revenir à Carpentras où est jugée l'arrivée. Deux sprints intermédiaires sont disputés à Corconne et à Dions.
C'est la onzième fois que le Tour de France passe par le mont Ventoux depuis la première ascension en 1951, sept ans après la dernière apparition du « Géant de Provence » sur le parcours de l'épreuve, en 1987. Le final est similaire à celui de la 13e étape du Tour de France 1967, qui avait vu la victoire de Julio Jiménez, mais également le décès de Tom Simpson, victime d'un malaise cardiaque durant l'ascension.

## La course
Après un début d'étape peu animé, les premières attaques se produisent après 50 kilomètres de course. Il faut néanmoins attendre le 60e kilomètre pour qu'une échappée se détache, Eros Poli partant en solitaire avant le sprint de Dions. Après avoir tenté de revenir, le peloton renonce et laisse filer le coureur italien, dont le physique imposant (1,94 m pour 87 kg), antithèse de celui d'un grimpeur sera peu avantagé dans la montée du Ventoux. Poli prend ainsi une avance conséquente, et aborde l'ascension avec 16 minutes d'avance sur son compatriote Mario Mantovan parti en contre-attaque, et près de 24 minutes d'avance sur le peloton.
Passé professionnel à 27 ans, Poli ne compte qu'une seule victoire à son palmarès, ayant principalement brillé chez les amateurs dans l'exercice du contre-la-montre. Depuis 1991, il est le fidèle gregario du sprinter Mario Cipollini, blessé quelques semaines plus tôt sur le Tour d'Espagne, et donc absent du Tour de France,. Il aborde la montée avec l'objectif de conserver au moins quatre minutes d'avance au sommet, soit une perte d'une minute par kilomètre par rapport aux meilleurs grimpeurs. Gérant son effort, il parvient à réussir dans son entreprise, franchissant le sommet 4 min 35 s avant Marco Pantani, parti à sa poursuite. À l'arrivée, il compte encore plus de trois minutes et demie d'avance, et s'offre le plus beau succès de sa carrière, vu rétrospectivement comme l'une des plus improbables et des plus inattendues victoires de l'histoire du cyclisme,.
Derrière Poli, les leaders du classement général s'expliquent durant l'ascension du mont Ventoux. Après six kilomètres de montée, Marco Pantani part donc à l'avant, prenant un peu plus d'une minute d'avance au sommet sur le groupe maillot jaune, où Miguel Indurain a haussé le rythme pour limiter l'écart, et où Richard Virenque, Armand de Las Cuevas et Luc Leblanc, ses suivants immédiats au classement, ont dû se contenter de suivre. Dans la descente, le groupe revient sur Pantani, et Indurain passe proche de la chute, après avoir vu sa roue arrière se bloquer sur un freinage à l'amorce d'un virage. Finalement, l'étape ne crée que peu de différences au classement, seul Bjarne Riis perdant sa place parmi les dix premiers,.

## Classement de l'étape
| Classement de la 15e étape | Classement de la 15e étape | Classement de la 15e étape | Classement de la 15e étape | Classement de la 15e étape |
|                            | Coureur                    | Pays                       | Équipe                     | Temps                      |
| -------------------------- | -------------------------- | -------------------------- | -------------------------- | -------------------------- |
| 1er                        | Eros Poli                  | Italie                     | Mercatone Uno-Medeghini    | en 6 h 31 min 59 s         |
| 2e                         | Alberto Elli               | Italie                     | GB-MG Boys Maglificio      | + 3 min 39 s               |
| 3e                         | Pascal Lino                | France                     | Festina-Lotus              | + 3 min 39 s               |
| 4e                         | Roberto Conti              | Italie                     | Lampre-Panaria             | + 3 min 41 s               |
| 5e                         | Richard Virenque           | France                     | Festina-Lotus              | + 4 min                    |
| 6e                         | Armand de Las Cuevas       | France                     | Castorama                  | + 4 min                    |
| 7e                         | Piotr Ugrumov              | Lettonie                   | Gewiss-Ballan              | + 4 min                    |
| 8e                         | Alex Zülle                 | Suisse                     | ONCE                       | + 4 min                    |
| 9e                         | Miguel Indurain            | Espagne                    | Banesto                    | + 4 min                    |
| 10e                        | Marco Pantani              | Italie                     | Carrera-Tassoni            | + 4 min                    |
| modifier                   |                            |                            |                            |                            |

## Classement général
| Classement général après la 15e étape | Classement général après la 15e étape | Classement général après la 15e étape | Classement général après la 15e étape | Classement général après la 15e étape |
|                                       | Coureur                               | Pays                                  | Équipe                                | Temps                                 |
| ------------------------------------- | ------------------------------------- | ------------------------------------- | ------------------------------------- | ------------------------------------- |
| 1er                                   | Miguel Indurain                       | Espagne                               | Banesto                               | en 75 h 11 min 35 s                   |
| 2e                                    | Richard Virenque                      | France                                | Festina-Lotus                         | + 7 min 56 s                          |
| 3e                                    | Armand de Las Cuevas                  | France                                | Castorama                             | + 8 min 2 s                           |
| 4e                                    | Luc Leblanc                           | France                                | Festina-Lotus                         | + 8 min 35 s                          |
| 5e                                    | Vladimir Poulnikov                    | Ukraine                               | Carrera-Tassoni                       | + 11 min 30 s                         |
| 6e                                    | Marco Pantani                         | Italie                                | Carrera-Tassoni                       | + 11 min 55 s                         |
| 7e                                    | Piotr Ugrumov                         | Lettonie                              | Gewiss-Ballan                         | + 13 min 37 s                         |
| 8e                                    | Thomas Davy                           | France                                | Castorama                             | + 16 min 12 s                         |
| 9e                                    | Alex Zülle                            | Suisse                                | ONCE                                  | + 16 min 13 s                         |
| 10e                                   | Abraham Olano                         | Espagne                               | Mapei-CLAS                            | + 17 min 51 s                         |
| modifier                              |                                       |                                       |                                       |                                       |

## Classements annexes

### Classement par points
| Classement par points | Classement par points    | Classement par points | Classement par points   | Classement par points |
| --------------------- | ------------------------ | --------------------- | ----------------------- | --------------------- |
|                       | Coureur                  | Pays                  | Équipe                  | Point(s)              |
| 1er                   | Djamolidine Abdoujaparov | Ouzbékistan           | Polti-Vaporetto         | 277 points            |
| 2e                    | Silvio Martinello        | Italie                | Mercatone Uno-Medeghini | 225 pts               |
| 3e                    | Ján Svorada              | Slovaquie             | Lampre-Panaria          | 199 pts               |
| modifier              |                          |                       |                         |                       |

### Classement du meilleur grimpeur
| Classement du meilleur grimpeur | Classement du meilleur grimpeur | Classement du meilleur grimpeur | Classement du meilleur grimpeur | Classement du meilleur grimpeur |
| ------------------------------- | ------------------------------- | ------------------------------- | ------------------------------- | ------------------------------- |
|                                 | Coureur                         | Pays                            | Équipe                          | Point(s)                        |
| 1er                             | Richard Virenque                | France                          | Festina-Lotus                   | 249 points                      |
| 2e                              | Marco Pantani                   | Italie                          | Carrera-Tassoni                 | 123 pts                         |
| 3e                              | Peter De Clercq                 | Belgique                        | Lotto-Caldoi                    | 106 pts                         |
| modifier                        |                                 |                                 |                                 |                                 |

### Classement du meilleur jeune
| Classement général du meilleur jeune | Classement général du meilleur jeune | Classement général du meilleur jeune | Classement général du meilleur jeune | Classement général du meilleur jeune |
|                                      | Coureur                              | Pays                                 | Équipe                               | Temps                                |
| ------------------------------------ | ------------------------------------ | ------------------------------------ | ------------------------------------ | ------------------------------------ |
| 1er                                  | Richard Virenque                     | France                               | Festina-Lotus                        | en 75 h 19 min 31 s                  |
| 2e                                   | Marco Pantani                        | Italie                               | Carrera-Tassoni                      | + 3 min 59 s                         |
| 3e                                   | Abraham Olano                        | Espagne                              | Mapei-CLAS                           | + 9 min 55 s                         |
| modifier                             |                                      |                                      |                                      |                                      |

### Classement par équipes
| Classement par équipes | Classement par équipes | Classement par équipes | Classement par équipes |
|                        | Équipe                 | Pays                   | Temps                  |
| ---------------------- | ---------------------- | ---------------------- | ---------------------- |
| 1re                    | Festina-Lotus          | France                 | en 225 h 59 min 10 s   |
| 2e                     | Banesto                | Espagne                | + 15 min 12 s          |
| 3e                     | Mapei-CLAS             | Italie                 | + 22 min 9 s           |
| modifier               |                        |                        |                        |